# Udo Albrecht
Udo Albrecht (* 13. April 1940 in Beyrode, † vermutlich bis 2019) war ein deutscher Rechtsextremist. Seit 1981 war er Agent der DDR-Staatssicherheit.

## Leben
Albrecht wuchs in Thüringen auf und floh 1955 gemeinsam mit seinem Vater aus der DDR in den Westen. Hintergrund war die Verfolgung der Familie von sowjetischen Behörden aufgrund der NS-Vergangenheit von Vater und Großvater. Sein Hauptwohnsitz war Dortmund, sein Beruf war Datentechniker. Ab 1956 war er wegen diverser Diebstahl-, Einbruchs- und Fälschungsdelikte sowie Bankraubs und Geiselnahme mehrfach inhaftiert. Wiederholt konnte er aus Haftanstalten fliehen. Aus tief geprägtem Antikommunismus gründete er in kleinem Kreis eine Volksbefreiungs-Front Deutschland mit dem erklärten Ziel der Befreiung des Landes von „Besatzern“ durch Guerillakampf nach dem Vorbild arabischer Befreiungsbewegungen. Ab 1970 baute Albrecht gemeinsam mit weiteren Gesinnungsgenossen Kontakte zur PLO auf. Der ehemalige Neonazi und spätere Autor Willi Pohl beschrieb: „Er vereinbarte eine Zusammenarbeit auf Gegenseitigkeit. Wir erhielten die Erlaubnis, auf von der Fatah kontrolliertem jordanischen Gebiet einen Stützpunkt zu errichten, als Gegenleistung boten wir Unterstützung im Kampf gegen Israel an.“
Während des Schwarzen Septembers 1970 kämpften Albrecht und andere auf Seiten der Fedajin. Er geriet in jordanische Gefangenschaft und wurde von Hans-Jürgen Wischnewski aus der Hand der königlichen Streitkräfte Jordaniens befreit. Bevor seine Identität erkannt wurde, konnte er erneut entkommen. Im April 1971 wurde er in Wien verhaftet. Zuvor soll er gemeinsam mit Willi Pohl die Geiselnehmer der palästinensischen Terrororganisation „Schwarzer September“ bei dem Aufbau der Infrastruktur zum Münchner Olympia-Attentat 1972 unterstützt haben. In der Folge soll seine Befreiung aus der Haftanstalt durch Abu Daoud und Pohl geplant worden sein, die aber durch die Festnahme von Pohl im September 1972 verhindert wurde. Nach der Auslieferung an die Bundesrepublik 1973 konnte er 1974 aus der JVA Bielefeld fliehen.
In den 1970er Jahren gründete Albrecht die Wehrsportgruppe Ruhrgebiet und verkaufte mit dem Neonazi Karl-Heinz Hoffmann, dem Gründer der Wehrsportgruppe Hoffmann, Militärfahrzeuge und Waffen, die unter das Kriegswaffenkontrollgesetz fielen, in den Libanon. Spätestens 1980 vermittelte er Hoffmann einen Kontakt zur Fatah. Albrecht wird unter anderem die Beteiligung an dem Mord an US-Botschafter Francis Edward Meloy im Juni 1976 in Beirut durch die Volksfront zur Befreiung Palästinas nachgesagt und mit dem Oktoberfestattentat 1980 in Verbindung gebracht.  Zwischen 1976 und 1979 beging er zudem mehrere Bankraube, aufgrund derer er 1980 verhaftet wurde. 
Am 29. Juli 1981 gelang Albrecht während eines Lokaltermins in der Nähe von Büchen an der innerdeutschen Grenze die Flucht aus dem Gefängnis in die DDR. Von dort reiste er abermals in den Libanon aus. Bei einem Prozess gegen die Wehrsportgruppe Ruhrgebiet, bei dem neben Albrecht die weiteren Mitglieder Joachim Gröning, Franz-Karl Kohnert und Helmut Kimpowski angeklagt waren, kam es zu umfangreichen Geständnissen. Nach Angaben der Autorin Regine Igel war er seit 1981 ein Agent der DDR-Staatssicherheit unter dem Decknamen „König“ (XV 5297/81). Nachgesagt werden Albrecht außerdem Kontakte zum Bundesnachrichtendienst. Im Herbst 1981 verschaffte die Staatssicherheit Albrecht eine neue Identität und ließ ihn in den Nahen Osten ausreisen, seitdem fehlt von Albrecht nach offiziellen Angaben jede Spur. Zuletzt wurde er im Libanon vermutet.
Ende März 2019 wurde bekannt, dass die Staatsanwaltschaft Dortmund die Fahndung nach Albrecht wegen Verjährung eingestellt hat. Das Bundeskriminalamt geht nach Informationen des Mitteldeutschen Rundfunks davon aus, dass Albrecht seit Jahren tot ist.